# جان فرانسوا لابيس
جان فرانسوا لابيس (بالفرنسية: Jean-François Labes)‏ أو جيف لابيس ولد 15 أكتوبر 1942  ، ناشط أصم على المستوى الأوروبي ورئيس سابق للاتحاد الأوروبي للصم. 

## حياته
في عام 1970 كان راقصا في شركة جينيت باكون للرقص الشعبي مع شانتال لينيل، فيكتور أبو وغيره من الصم. حوالي عام 1988، جان فرانسوا أصبح نائب رئيس الاتحاد الوطني للصم في فرنسا  ورئيس الاتحاد الأوروبي للصم بين عامي 1989 و 1999. أسس اثنتين من الجمعيات «ميو فيفر» لتحسين العيش في عام 1988  والمدرسة الفرنسية للغة الإشارة في عام 1994. في عام 2011، انتخب رئيسًا للجنة التنسيق للرياضيين الصم في فرنسا لمدة عامين. ثم تم تعيينه في اللجنة التوجيهية لرياضة المعاقين من 2013-2016. في يناير 2016، تم انتخابه رئيسًا للاتحاد الوطني للتكامل الاجتماعي لضعاف السمع.

## حياته السياسية
- نائب رئيس الاتحاد الوطني للصم في فرنسا
- رئيس الاتحاد الأوروبي للصم: 1989-1990
- رئيس الاتحاد الوطني للتكامل الاجتماعي لضعاف السمع: 2016

### روابط خارجية
- قائمة الرؤساء على موقع EUD.